# Hermann Westhoff (Mediziner)

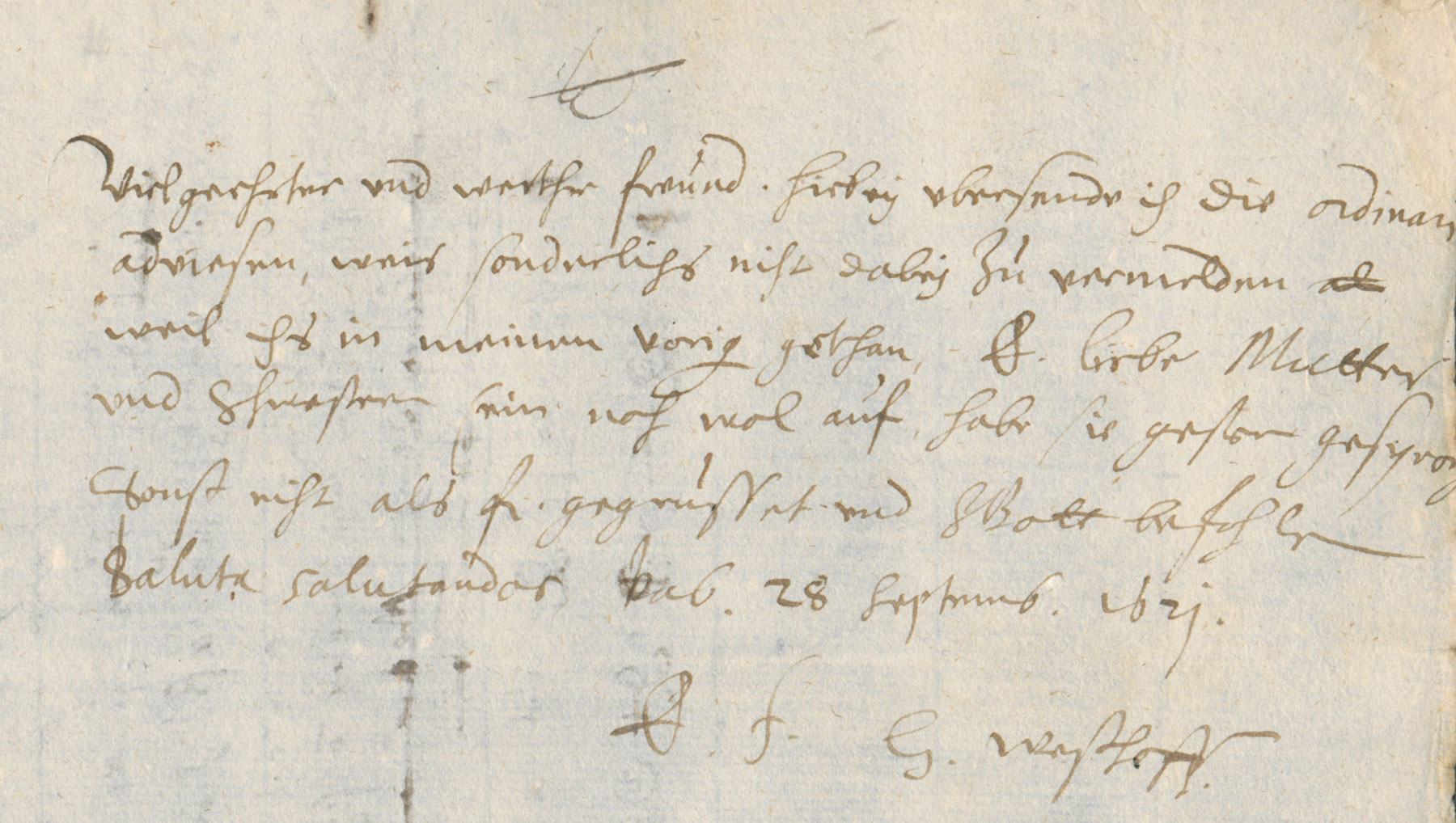
Brief von Westhoff an Joachim Jungius (1621), Staats- und Universitätsbibliothek Hamburg

Hermann Westhoff der Ältere, auch Westhoven (* um 1587; † 1655 in Lübeck) war ein deutscher Mediziner und Freund und Korrespondenzpartner von Joachim Jungius.

## Leben
Hermann Westhoff d. Ä. war einer der sechs Söhne des Gorries Westhoff († vor 1623), der aus Westfalen nach Lübeck gekommen war und von 1590 bis 1617 Ältermann der Bergenfahrer war. Sein Bruder Johann Westhoff wurde Arzt in Hamburg und heiratete Anna, die Schwester von Joachim Morsius.
Er besuchte das Katharineum zu Lübeck und immatrikulierte sich Ostern 1605 an der Universität Rostock. Von 1606 bis 1608 war Studienkollege und Mitbewohner von Joachim Jungius in Rostock, ebenso an der Universität Padua 1618/19.
1622/23 gehörte er zu den ersten Mitgliedern der von Jungius gegründeten Societas ereunetica sive zetetica. Von ihm sind 17 Briefe an Jungius erhalten. Joachim Morsius hat er verschiedentlich ausgeholfen. Bald nach seiner Rückkehr aus Padua legte er sich in Lübeck einen botanischen Garten an und tauschte Samen mit Jungius aus.
Ab 1635 war er zweiter (?) Stadtphysicus in Lübeck, wo er 1655 verstarb.
Er war verheiratet mit Magdalena, geb. Rohtbart. Sein gleichnamiger Sohn Hermann Westhoff (der Jüngere, 1635–1696) wurde 1691 Hauptpastor der Jakobikirche (Lübeck).